# Guaraíta
Guaraíta là một đô thị thuộc bang Goiás, Brasil. Đô thị này có diện tích 205,306 km², dân số năm 2007 là 2842 người, mật độ 13,8 người/km².